# جوزيف يوبو

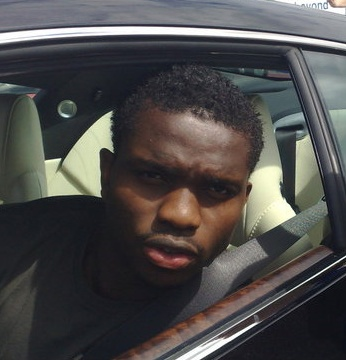
جوزيف يوبو

جوزيف إكبو يوبو (بالإنجليزية: Joseph Yobo)‏، من مواليد 6 سبتمبر 1980 في كانو في نيجيريا، لاعب كرة قدم نيجيري.
بدأ مسيرته الكروية مع نادي ستاندارد لياج البلجيكي في عام 1998، ولعب معهم حتى عام 2001، وشارك معهم في 46 مباراة وسجل هدفين، وفي عام 2001 انتقل إلى نادي مارسيليا الفرنسي، ولعب معهم حتى عام 2003، وشارك معهم في 23 مباراة، وقد أعير في موسم 2001/2002 إلى نادي تنريفي الإسباني، وأعير في موسم 2002/2003 إلى نادي إيفرتون الإنجليزي، ولعب معهم 24 مباراة، ومنذ عام 2003 وهو يلعب مع نادي إيفرتون الإنجليزي.
و قد بدأ باللعب مع منتخب نيجيريا لكرة القدم في عام 2001.

## روابط خارجية
- جوزيف يوبو على موقع الاتحاد الدولي (مؤرشف)  (الإنجليزية)
- جوزيف يوبو على موقع الاتحاد الأوربي (الإنجليزية)
- جوزيف يوبو على موقع اتحاد تركيا (لاعب) (الإنجليزية)
- جوزيف يوبو على موقع قاعدة بيانات كرة القدم.إي يو (الإنجليزية)
- جوزيف يوبو على موقع ناشيونال فوتبول تيمز (الإنجليزية)
- جوزيف يوبو على موقع Soccerbase.com (لاعب) (الإنجليزية)
- جوزيف يوبو على موقع Soccerway.com (الإنجليزية)
- جوزيف يوبو على موقع عالم كرة القدم.نت (الإنجليزية)
- جوزيف يوبو على موقع كووورة
- جوزيف يوبو على موقع AS.com (الإسبانية)